# Lotta Gröning
Eva Lotta Elisabet Gröning, under en period Gröning Degerlund, född 21 februari 1957 i Norberg, är en svensk journalist, debattör, historiker och politiker. 

## Biografi
Lotta Gröning är uppvuxen i Norberg i Västmanlands län. Hon är dotter till Egon Gröning (1938–1989), som var socialdemokratiskt kommunalråd i Norbergs kommun, och journalisten Yvonne Gröning. Lotta Gröning är filosofie doktor i historia. Hon har varit ledarskribent och politisk chefredaktör på Norrländska Socialdemokraten samt senare debattredaktör på Aftonbladet. Hon lämnade Aftonbladet 2009 och har sedan medarbetat som krönikör i Expressen. Sedan augusti 2022 är hon krönikör i Svenska Epoch Times under den egna vinjetten "Rikspolitik ur ett landsbygdsperspektiv", och sedan 2023 gör Gröning tillsammans med kärnfysikern Jan Blomgren podcasten "Gröning & Blomgren Utanför" för samma tidning. År 2023 är Gröning Svenska Epoch Times opinionschef.
Hon har även arbetat för Axel och Margaret Ax:son Johnsons stiftelser och Axess Television med seminarier om forskning och framtid på Engelsbergs bruk. Hon har också gjort författarintervjuer på Bokmässan i Göteborg för Axess Television. Hon har tillsammans med Andreas Johansson, Inez Abrahamzon och Roland Nilsson startat bloggen For future.
I egenskap av vänsterkommentator utgjorde hon tillsammans med den borgerliga kommentatorn Susanna Popova ett analytikerpar i TV under valrörelsen 2006. Valrörelsen 2010 gjorde Lotta Gröning tillsammans med Marie Söderqvist partiledarintervjuer för Expressen. 
I riksdagsvalet 2022 kandiderade hon för Liberalerna.
Lotta Gröning har specialiserat sig på utbildningspolitik. Hon har initierat och arbetat med ett projekt för organisationen Hela Sverige ska leva om små skolor i utveckling.. Där arbetar hon främst med IT i skolan och en utbildning som är inriktad på näringslivets behov. 

### Familj
Lotta Gröning har varit gift med teatermannen Rolf Degerlund, som hon har ett barn med.